# Delaware megye (Oklahoma)
Delaware megye az Amerikai Egyesült Államokban, azon belül Oklahoma államban található. Megyeszékhelye Jay, legnagyobb városa Grove. Lakosainak száma 40 397 fő (2020. április 1.). Delaware megye Ottawa, Adair, Cherokee, McDonald, Benton, Craig és Mayes megyékkel határos.

## Népesség
A megye népességének változása:
| Lakosok száma | 41 524 | 41 373 | 41 405 | 41 377 | 41 459 | 40 397 |
|               | 2010   | 2011   | 2012   | 2013   | 2015   | 2020   |